# Floro Meliton Ugarte
Floro Meliton Ugarte   (Buenos Aires, 15 de setembre de 1884 - Buenos Aires, 11 de juny de 1975) Floro Meliton del Sagrat Cor Ugarte Rivero, va ser compositor, pedagog i teòric argentí. La seva música, propera al moviment nacionalista, es caracteritza per l'ús d'estructures musicals molt senzilles, extraient del folklore argentí les seves melodies i ritmes característics.

## Biografia
Nascut a Buenos Aires, va començar allí a estudiar violí i harmonia. El seu germà gran va ser l'escriptor, diplomàtic i polític socialista argentí Manuel Baldomero Ugarte (1875-1951). Va continuar els seus estudis al Conservatori de París, on va assistir a les classes de contrapunt, composició musical i instrumentació de Félix Fourdrain.
El 1913 va tornar a l'Argentina. És aquí quan inicia la carrera compositiva. Va impartir diverses assignatures al Conservatori Nacional de Música de Buenos Aires, centre del qual temps després en va ser director. En 1915, va fundar la Societat Nacional de Música (avui Associació Argentina de compositors Arxivat el 3 de juliol de 2020 a "Wayback Machine"), va ser professor a l'Escola Superior de Belles Arts de la Universitat de La Plata i va ser director del Teatro Colón de Buenos Aires entre 1937 i 1943.
De la seva producció musical destaquen: Entre las montañas  (1922), De mi tierra (1923-1934), Rebelión del agua (1931) i Tango (1951), totes per orquestra; Cinc preludis (1947) i De mi tierra (1923-1934), totes dues per a piano; poemes simfònics com a Paisajes de estío, Cortejo chino; el xinès de Maria de tots els Àngels El junco (1945); a més d'altres obres com Escenas infantiles, Balada del lobo, La nena i el àngel, Caballito criollo i la seva obra mestra, l'òpera Saika (1918). També va escriure els tractats Curso de armonia elemental (1920), teòric i pràctic en dos toms i Elementos de acústica (1930).
Va musicalizar poemes d'Estanislao del Campo, Belisario Roldán, Miguel A. Camino, Rafael Jijena Sánchez i Alfredo Bufano, entre d'altres.

## Registres discogràfics
L'obra pianística completa de Floro Ugarte ha estat registrada el 2015 per la pianista argentina María Laura Del Pozzo. El CD conté les obres següents:
- Cortejo chino Op. 2b (1913)
- De mi tierra, 1ª serie Op. 10b (1923)
- Vidala Op. 26a (1948)
- De mi tierra, 2ª serie Op. 16b (1934)
- Preludio en sol menor Op. 22a (1945)
- Cinco preludios Op. 24 (1945)
- Arrullo Op. 25 (1947)
- Lamento campero Op. 29 (1949)
- Ronroncitos, cinco expresiones de ternura Op. 31 (1952)
- Media noche tango de 1918, publicat sota el pseudònim de R. de Nembat